# Luigi Mattei
Luigi kardinal Mattei, italijanski rimskokatoliški duhovnik, škof in kardinal, * 17. marec 1702, Rim, † 30. januar 1758.

## Življenjepis
26. novembra 1753 je bil povzdignjen v kardinala in imenovan za kardinal-duhovnika Matteo in Merulana; 5. aprila 1756 je bil imenovan še za S. Maria in Ara Coeli.